# Lijst van Amerikaanse ministers van Volksgezondheid en Sociale Zaken
De minister van Volksgezondheid en Sociale Zaken (Engels: Secretary of Health and Human Services) leidt het ministerie van Volksgezondheid en Sociale Zaken van de Verenigde Staten.
| Nr.    | Nr.    | Minister van Volksgezondheid, Onderwijs en Welzijn Secretary of Health, Education and Welfare | Minister van Volksgezondheid, Onderwijs en Welzijn Secretary of Health, Education and Welfare | Ambtstermijn      | Ambtstermijn      | Partij(en)              | President(en)                    | Kabinet(en)   |
| ------ | ------ | --------------------------------------------------------------------------------------------- | --------------------------------------------------------------------------------------------- | ----------------- | ----------------- | ----------------------- | -------------------------------- | ------------- |
| 1      |        | Oveta Culp Hobby                                                                              | Oveta Culp Hobby (1905–1995)                                                                  | 11 april 1953     | 1 augustus 1955   | R                       | Dwight D. Eisenhower (1953–1961) | Eisenhower    |
| 2      |        | Marion Folsom                                                                                 | Marion Folsom (1893–1976)                                                                     | 1 augustus 1955   | 1 augustus 1958   | R                       | Dwight D. Eisenhower (1953–1961) | Eisenhower    |
| 3      |        | Arthur Flemming                                                                               | Arthur Flemming (1905–1996)                                                                   | 1 augustus 1958   | 20 januari 1961   | R                       | Dwight D. Eisenhower (1953–1961) | Eisenhower    |
| 4      |        | Abraham Ribicoff                                                                              | Abraham Ribicoff (1910–1998)                                                                  | 20 januari 1961   | 13 juli 1962      | D                       | John F. Kennedy (1961–1963)      | Kennedy       |
| Vacant |        |                                                                                               |                                                                                               |                   |                   |                         | John F. Kennedy (1961–1963)      | Kennedy       |
| 5      |        | Anthony Celebrezze                                                                            | Anthony Celebrezze (1910–1998)                                                                | 31 juli 1962      | 18 augustus 1965  | D                       | John F. Kennedy (1961–1963)      | Kennedy       |
| 5      |        | Anthony Celebrezze                                                                            | Anthony Celebrezze (1910–1998)                                                                | 31 juli 1962      | 18 augustus 1965  | D                       | Lyndon B. Johnson (1963–1969)    | L. B. Johnson |
| 6      |        | John Gardner                                                                                  | John Gardner (1912–2002)                                                                      | 18 augustus 1965  | 1 maart 1968      | R                       | Lyndon B. Johnson (1963–1969)    | L. B. Johnson |
| Vacant |        |                                                                                               |                                                                                               |                   |                   |                         | Lyndon B. Johnson (1963–1969)    | L. B. Johnson |
| 7      |        | Wilbur Cohen                                                                                  | Wilbur Cohen (1913–1987)                                                                      | 16 mei 1968       | 20 januari 1969   | D                       | Lyndon B. Johnson (1963–1969)    | L. B. Johnson |
| 8      |        | Robert Finch                                                                                  | Robert Finch (1925–1995)                                                                      | 20 januari 1969   | 23 juni 1970      | R                       | Richard Nixon (1969–1974)        | Nixon         |
| 9      |        | Elliot Richardson                                                                             | Elliot Richardson (1920–1999)                                                                 | 23 juni 1970      | 30 januari 1973   | R                       | Richard Nixon (1969–1974)        | Nixon         |
| Vacant |        |                                                                                               |                                                                                               |                   |                   |                         | Richard Nixon (1969–1974)        | Nixon         |
| 10     |        | Caspar Weinberger                                                                             | Caspar Weinberger (1917–2006)                                                                 | 12 februari 1973  | 8 augustus 1975   | R                       | Richard Nixon (1969–1974)        | Nixon         |
| 10     | R      | Caspar Weinberger                                                                             | Caspar Weinberger (1917–2006)                                                                 | 12 februari 1973  | 8 augustus 1975   | Gerald Ford (1974–1977) |                                  |               |
| 11     |        | David Mathews                                                                                 | David Mathews (1935)                                                                          | 8 augustus 1975   | 20 januari 1977   | Gerald Ford (1974–1977) | O                                |               |
| 12     |        | Joseph Califano                                                                               | Joseph Califano (1931)                                                                        | 20 januari 1977   | 3 augustus 1979   | D                       | Jimmy Carter (1977–1981)         | Carter        |
| 13     |        | Patricia Roberts Harris                                                                       | Patricia Roberts Harris (1924–1985)                                                           | 3 augustus 1979   | 4 mei 1980        | D                       | Jimmy Carter (1977–1981)         | Carter        |
| Nr.    | Nr.    | Minister van Volksgezondheid en Sociale Zaken Secretary of Health and Human Services          | Minister van Volksgezondheid en Sociale Zaken Secretary of Health and Human Services          | Ambtstermijn      | Ambtstermijn      | Partij(en)              | President(en)                    | Kabinet(en)   |
| 13     |        | Patricia Roberts Harris                                                                       | Patricia Roberts Harris (1924–1985)                                                           | 4 mei 1980        | 20 januari 1981   | D                       | Jimmy Carter (1977–1981)         | Carter        |
| 14     |        | Richard Schweiker                                                                             | Richard Schweiker (1926–2015)                                                                 | 20 januari 1981   | 3 februari 1983   | R                       | Ronald Reagan (1981–1989)        | Reagan        |
| Vacant |        |                                                                                               |                                                                                               |                   |                   |                         | Ronald Reagan (1981–1989)        | Reagan        |
| 15     |        | Margaret Heckler                                                                              | Margaret Heckler (1931–2018)                                                                  | 9 maart 1983      | 13 december 1985  | R                       | Ronald Reagan (1981–1989)        | Reagan        |
| 16     |        | Otis Bowen                                                                                    | Otis Bowen (1918–2013)                                                                        | 13 december 1985  | 20 januari 1989   | R                       | Ronald Reagan (1981–1989)        | Reagan        |
| Vacant | Vacant | Vacant                                                                                        | Vacant                                                                                        | Vacant            | Vacant            |                         | George H.W. Bush (1989–1993)     | G.H.W. Bush   |
| 17     |        | Louis Wade Sullivan                                                                           | Louis Wade Sullivan (1933)                                                                    | 1 maart 1989      | 20 januari 1993   | R                       | George H.W. Bush (1989–1993)     | G.H.W. Bush   |
| 18     |        | Donna Shalala                                                                                 | Donna Shalala (1941)                                                                          | 20 januari 1993   | 20 januari 2001   | D                       | Bill Clinton (1993–2001)         | Clinton       |
| Vacant | Vacant | Vacant                                                                                        | Vacant                                                                                        | Vacant            | Vacant            |                         | George W. Bush (2001–2009)       | G.W. Bush     |
| 19     |        | Tommy Thompson                                                                                | Tommy Thompso (1941)                                                                          | 1 februari 2001   | 26 januari 2005   | R                       | George W. Bush (2001–2009)       | G.W. Bush     |
| 20     |        | Mike Leavitt                                                                                  | Mike Leavitt (1951)                                                                           | 26 januari 2005   | 20 januari 2009   | R                       | George W. Bush (2001–2009)       | G.W. Bush     |
| [ 4 ]  |        | Charles Johnson                                                                               | Charles Johnson (1933)                                                                        | 20 januari 2009   | 28 april 2009     | R                       | Barack Obama (2009–2017)         | Obama         |
| 21     |        | Kathleen Sebelius                                                                             | Kathleen Sebelius (1948)                                                                      | 28 april 2009     | 9 juni 2014       | D                       | Barack Obama (2009–2017)         | Obama         |
| 22     |        | Sylvia Mathews Burwell                                                                        | Sylvia Mathews Burwell (1965)                                                                 | 9 juni 2014       | 20 januari 2017   | D                       | Barack Obama (2009–2017)         | Obama         |
| [ 4 ]  |        | Norris Cochran                                                                                | Norris Cochran (1973)                                                                         | 20 januari 2017   | 10 februari 2017  | O                       | Donald Trump (2017–2021)         | Trump I       |
| 23     |        | Tom Price                                                                                     | Tom Price (1954)                                                                              | 10 februari 2017  | 29 september 2017 | R                       | Donald Trump (2017–2021)         | Trump I       |
| [ 4 ]  |        | Don Wright                                                                                    | Don Wright (1960)                                                                             | 29 september 2017 | 10 oktober 2017   | R                       | Donald Trump (2017–2021)         | Trump I       |
| [ 4 ]  |        | Eric Hargan                                                                                   | Eric Hargan (1968)                                                                            | 10 oktober 2017   | 28 januari 2018   | R                       | Donald Trump (2017–2021)         | Trump I       |
| 24     |        | Alex Azar                                                                                     | Alex Azar (1967)                                                                              | 28 januari 2018   | 20 januari 2021   | R                       | Donald Trump (2017–2021)         | Trump I       |
| [ 4 ]  |        | Norris Cochran                                                                                | Norris Cochran (1973)                                                                         | 20 januari 2021   | 20 maart 2021     | O                       | Joe Biden (2021–2025)            | Biden         |
| 25     |        | Xavier Becerra                                                                                | Xavier Becerra (1958)                                                                         | 20 maart 2021     | 20 januari 2025   | D                       | Joe Biden (2021–2025)            | Biden         |
| [ 4 ]  |        | Dorothy Fink                                                                                  | Dorothy Fink                                                                                  | 20 januari 2025   | 13 februari 2025  | O                       | Donald Trump (2025–heden)        | Trump II      |
| 26     |        | Robert F. Kennedy jr.                                                                         | Robert F. Kennedy jr. (1954)                                                                  | 13 februari 2025  | heden             | O                       | Donald Trump (2025–heden)        | Trump II      |